# Àmtia Usta
Àmtia Usta (en rus: Амтя Уста) és un poble (un possiólok) de Calmúquia, a Rússia, segons el cens del 2012 tenia 74 habitants. Pertany al districte municipal de Priiútnoie.